# Ján Matejko
Ján Matejko (23. října 1919 Bohunice – 12. května 1980 Bratislava) byl slovenský malíř a pedagog.

## Život
Narodil se v Bohunicích. Absolvoval Vysokou školu uměleckoprůmyslovou v Praze. Pracoval jako pedagog v oboru obecné technologie malby na Vysoké škole výtvarných umění v Bratislavě. V roce 1960 se stal docentem. Jako malíř hledal nové možnosti netradičních materiálů a zabýval se jejich uplatněním ve výtvarné tvorbě. Jeho dílo je poznamenáno láskou k rodnému kraji, ale i místem, kde se zrodila jeho láska k přírodě. Pováží zobrazuje často v širokých panoramatických obrazech. Pohřben je na hřbitově v Bohunicích.